# Booker T. Jones
Booker T. Jones (Memphis, 12 november 1944) is een Amerikaanse muzikant, liedjesschrijver, platenproducer en arrangeur, en is waarschijnlijk het bekendst van de band Booker T. & the M.G.'s.
Jones leerde al op jonge leeftijd verschillende instrumenten bespelen, waaronder de hobo, de saxofoon, de trombone en de piano. Hij speelde ook op het orgel in zijn kerk. Toen hij 16 was had hij zijn eerste professionele klus; hij speelde de bariton-saxofoon op de single Cause I Love You van Rufus Thomas en Carla Thomas.
In 1962 vormde Jones de MGs met Steve Cropper (gitaar), Lee Steinberg (basgitaar) en Al Jackson Jr. (drums). Hun eerste en waarschijnlijk grootste hit Green Onions (1962) ontstond tijdens een spontane jamsessie.
In de jaren daarna studeerde Jones aan de universiteit van Indiana, speelde met zijn band en trad soms op als sessiemuzikant met andere acts van Stax Records. Hij schreef ook een aantal liedjes voor andere artiesten zoals Eddie Floyds I've Never Found a Girl (To Love Me Like You Do), Otis Reddings I Love You More Than Words Can Say en samen met William Bell schreef hij Albert Kings Born Under a Bad Sign. Dit laatste nummer werd later erg populair door een coverversie van de band Cream.
In 1970 verhuisde Jones naar Californië en stopte met zijn sessiewerk voor Stax. Het album Melting Pot uit 1971 leek het laatste album van Booker T. & the M.G.'s. Maar in 1994 werd That’s the Way It Should Be uitgebracht, na 23 jaar zonder eigen platen.
Jones produceerde drie albums met zijn ex-vrouw onder de naam Booker T. & Priscilla, en haalde in 1981 als solo-muzikant de hitparade met het nummer I Want You. Andere bekende albums die hij produceerde zijn bijvoorbeeld Just As I Am van Bill Withers (waarop hij ook verschillende instrumenten bespeelde) en Willie Nelsons album Stardust.
Jones speelt nog steeds met de Booker T. & the M.G.'s, en met zijn eigen Booker T. Jones Band.